# Ролетт (Північна Дакота)
Ролетт (англ. Rolette) — місто (англ. city) в США, в окрузі Ролетт штату Північна Дакота. Населення — 484 особи (2020).

## Географія
Ролетт розташований за координатами 48°39′39″ пн. ш. 99°50′30″ зх. д. / 48.66083° пн. ш. 99.84167° зх. д. (48.660831, -99.841751).  За даними Бюро перепису населення США в 2010 році місто мало площу 2,58 км², уся площа — суходіл.

## Демографія
Згідно з переписом 2010 року, у місті мешкали 594 особи в 254 домогосподарствах у складі 141 родини. Густота населення становила 231 особа/км².  Було 284 помешкання (110/км²).
Расовий склад населення:
| - 56,9 % — білих - 37,9 % — корінних американців - 0,2 % — чорних або афроамериканців |

До двох чи більше рас належало 4,9 %. Частка іспаномовних становила 1,0 % від усіх жителів.
За віковим діапазоном населення розподілялося таким чином: 24,1 % — особи молодші 18 років, 52,3 % — особи у віці 18—64 років, 23,6 % — особи у віці 65 років та старші. Медіана віку мешканця становила 43,0 року. На 100 осіб жіночої статі у місті припадало 92,9 чоловіків;  на 100 жінок у віці від 18 років та старших — 88,7 чоловіків також старших 18 років.
Середній дохід на одне домашнє господарство  становив 53 751 долар США (медіана — 35 972), а середній дохід на одну сім'ю — 61 369 доларів (медіана — 53 125). За межею бідності перебувало 22,0 % осіб, у тому числі 25,7 % дітей у віці до 18 років та 17,5 % осіб у віці 65 років та старших.
Цивільне працевлаштоване населення становило 231 особа. Основні галузі зайнятості: освіта, охорона здоров'я та соціальна допомога — 39,4 %, фінанси, страхування та нерухомість — 10,0 %, роздрібна торгівля — 7,8 %, науковці, спеціалісти, менеджери — 7,8 %.